# Vulcanita
La vulcanita es un mineral telururo de la clase de los minerales sulfuros. Fue descubierta en 1961 en el distrito de Vulcan del condado de Gunnison, en el estado de Colorado (Estados Unidos), siendo nombrada así por esta localización.

## Características químicas
Es un telururo simple de cobre.

## Formación y yacimientos
Se puede encontrar intermezclado con otros teluluros, cementando fragmentos de rocas.
Suele encontrarse asociado a otros minerales como: rickardita, telurio nativo, petzita o silvanita.